# Eunidia paraflavicans
Eunidia paraflavicans là một loài bọ cánh cứng trong họ Cerambycidae.